# Qarah Char
Qarah Char (persiska: قره چر) är en ort i Iran.   Den ligger i provinsen Kurdistan, i den nordvästra delen av landet, 500 km väster om huvudstaden Teheran. Qarah Char ligger 1 687 meter över havet och antalet invånare är 180.
Terrängen runt Qarah Char är kuperad.Runt Qarah Char är det ganska glesbefolkat, med 50 invånare per kvadratkilometer. Närmaste större samhälle är Mīradeh, 4,8 km nordväst om Qarah Char. Trakten runt Qarah Char består i huvudsak av gräsmarker.